# Campeonato Mundial de Ciclismo em Pista de 2016
O Campeonato Mundial de Ciclismo em Pista de 2016 foi realizado em Londres, na Inglaterra, entre os dias 2 e 6 de março de 2016, sob a organização da União Ciclística Internacional e da Federação Britânica de Ciclismo.
Como é o último principal evento de ciclismo de pista antes dos Jogos Olímpicos de Verão de 2016, as competições foram particularmente importantes para os ciclistas e equipes nacionais visando a qualificação para as competições de ciclismo de pista no Rio 2016. Os anfitriões britânicos terminaram no topo do quadro de medalhas, com cinco medalhas de ouro, uma de prata e três de bronze.

## Quadro de medalhas
| Ordem | País           | Medalha de ouro | Medalha de prata | Medalha de bronze | Total |
| ----- | -------------- | --------------- | ---------------- | ----------------- | ----- |
| 1     | Reino Unido    | 5               | 1                | 3                 | 9     |
| 2     | Alemanha       | 3               | 2                | 3                 | 8     |
| 3     | Austrália      | 2               | 2                | 1                 | 5     |
| 4     | Rússia         | 2               | 0                | 1                 | 3     |
| 5     | China          | 1               | 2                | 0                 | 3     |
| 6     | Nova Zelândia  | 1               | 1                | 0                 | 2     |
| 6     | Polónia        | 1               | 1                | 0                 | 2     |
| 8     | Espanha        | 1               | 0                | 1                 | 2     |
| 8     | Estados Unidos | 1               | 0                | 1                 | 2     |
| 10    | Colômbia       | 1               | 0                | 0                 | 1     |
| 10    | Itália         | 1               | 0                | 0                 | 1     |
| 12    | Países Baixos  | 0               | 3                | 1                 | 4     |
| 13    | Canadá         | 0               | 2                | 2                 | 4     |
| 14    | França         | 0               | 2                | 1                 | 3     |
| 15    | Áustria        | 0               | 1                | 0                 | 1     |
| 15    | Hong Kong      | 0               | 1                | 0                 | 1     |
| 15    | México         | 0               | 1                | 0                 | 1     |
| 18    | Bélgica        | 0               | 0                | 1                 | 1     |
| 18    | Cuba           | 0               | 0                | 1                 | 1     |
| 18    | Dinamarca      | 0               | 0                | 1                 | 1     |
| 18    | Malásia        | 0               | 0                | 1                 | 1     |
| 18    | Suíça          | 0               | 0                | 1                 | 1     |
| Total | Total          | 19              | 19               | 19                | 57    |